# Didactylia volkonskyi
Didactylia volkonskyi är en skalbaggsart som beskrevs av Renaud Maurice Adrien Paulian 1942. Didactylia volkonskyi ingår i släktet Didactylia och familjen Aphodiidae. Inga underarter finns listade i Catalogue of Life.